# Семейчино
Семейчино (укр. Сімейчине; до 2025 года — Семейкино) — село,
Казаченский сельский совет,
Конотопский район,
Сумская область,
Украина.
Код КОАТУУ — 5923883403. Население по переписи 2001 года составляло 80 человек.

## Географическое положение
Село Семейкино находится на берегу реки Берюшка,
выше по течению на расстоянии в 1 км расположено село Казачье,
ниже по течению на расстоянии в 1 км расположено село Уцково.
По селу протекает пересыхающий ручей с запрудой.

## Известные жители
- Зубков, Дмитрий Петрович (1911—2006) — агроном, Герой Социалистического Труда (1948), депутат Верховного Совета Киргизской ССР.